# Manuel Gálvez
Manuel Gálvez (Paraná, 18 luglio 1882 – Buenos Aires, 14 novembre 1962) è stato uno scrittore, poeta e storico argentino, che ebbe una posizione importante nella moderna letteratura spagnola americana.

## Biografia
Nacque in una famiglia agiata, e venne educato dai Gesuiti di Santa Fe, prima di iscriversi all'Università di Buenos Aires, dove si laureò nel 1904 in legge.
Se il suo periodo letterario giovanile fu caratterizzato da tendenze moderniste, ben evidenziate dal suo volume di poesie Sendero de humildad (1909), dal 1914 si avvicinò al realismo, scrivendo una serie di romanzi balzacchiani, con i quali raggiunse il suo apice creativo e qualitativo.
Tra le sue opere di questo periodo si ricordano La maestra normal (1914), El mal metafisico (1916), La sombra del convento (1917), Nacha regules (1919), sicuramente la più riuscita di tutte.
La tematica principale di questi lavori è la descrizione dell'Argentina contemporanea, dei suoi difetti, delle sue ingiustizie e dei suoi vizi, causati soprattutto dalla sua evoluzione rapida ma caotica, dai contrasti tra liberali e conservatori, tra ricchi e poveri.
Successivamente si impegnò nella stesura di alcune biografie storiche, dedicate ad alcuni principali personaggi sudamericani, come Juan Manuel de Rosas, Gabriel García Moreno, Francisco de Miranda.
In una fase seguente l'autore sviluppò due cicli di romanzi storici intitolati Scene della guerra del Paraguai (Los caminos de la muerte, Humaita, Jornadas de agonia) e Scene dell'epoca di Rosas (El gaucho de los cerrillos, El general Quiroga, La ciudad vestida de rojo).
Queste opere si caratterizzarono per la capacità narrativa dell'autore, per le intenzioni apologetiche e reazionarie nei confronti del leader Roses, e per uno stile a metà strada tra il naturalismo e lo psicologismo.
Tra gli altri suoi lavori, si possono citare i pregevoli romanzi Miercoles santo, scritto in occasione della sua conversione religiosa, Hombres en soledad (1939) e il postumo Me mataron entre todos (1952).
Sicuramente riuscita la felice autobiografia Amigos y maestros de la juventud (1944).
Fondò la rivista Ideas e collaborò con il giornale La Nación.
Il suo impegno politico lo condusse verso un ideale liberale, improntato dall'autonomia culturale e politica dell'Argentina e dalla centralità della Chiesa cattolica. Dal 1925 mostrò simpatie per il fascismo, considerato un baluardo difensivo dalla minaccia del comunismo.

## Vita privata
Il 21 aprile 1910 Manuel Gálvez si sposò con la scrittrice argentina Delfina Bunge. Ebbero una figlia, Delfina Gálvez Bunge.

## Opere principali
Biografie
- Domingo Faustino Sarmiento.
- Hipólito Yrigoyen.
- Gabriel García Moreno.

Saggi
- El solar de la raza.
- La vida múltiple.
- El novelista y las novelas.

Poesie
- Poemas para la recién llegada.
- El enigma interior.
- Sendero de humilidad.

Romanzi
- La sombra del convento.
- Nacha Regules.
- Historia de arrabal.

Opere teatrali
- El hombrede los ojos azules.
- Calibán.